# NGC 4093
NGC 4093 (również PGC 38323) – galaktyka znajdująca się w gwiazdozbiorze Warkocza Bereniki. Odkrył ją Heinrich Louis d’Arrest 4 maja 1864 roku. Jest to galaktyka z aktywnym jądrem typu LINER.